# كورت فونيجت
كان كورت فونيجت جونيور (11 نوفمبر 1922 – 11 أبريل 2007) كاتبًا أمريكيًا. خلال مسيرة مهنية امتدت لأكثر من خمسين عامًا، نشر فونيجت أربعة عشرة رواية وثلاثة مجموعات قصصية قصيرة وخمس مسرحيات وخمسة أعمال غير روائية، بالإضافة إلى مجموعات إضافية نُشرت بعد وفاته. أكثر ما يُشتهر به، روايته الساخرة السوداء والأفضل مبيعًا المسلخ رقم 5 (1969).
ولد ونشأ في إنديانابوليس، ولاية إنديانا، والتحق بجامعة كورنيل لكن تركها في شهر يناير عام 1943 وانخرط في جيش القوات البرية للولايات المتحدة. كجزء من تدريبه، درس الهندسة الميكانيكية في معهد كارنيغي للتكنولوجيا (جامعة كارنيغي ميلون الآن) وجامعة تينيسي. جند بعدها ليذهب إلى أوروبا للقتال في الحرب العالمية الثانية وأُسر على يد الألمان خلال معركة الثغرة. سُجن في درسدن ونجا من قصف الحلفاء للمدينة حين لجأ إلى مخزن اللحم الخاص بالمسلخ حيث كان مسجونًا. بعد الحرب تزوج فونيجت من جان ماري كوكس، وأنجبا ثلاثة أطفال. تبنى لاحقًا أولاد أخته الثلاثة، بعد موتها بسبب السرطان وموت زوجها في حادث قطار.
نشر فونيجت روايته الأولى، البيانو الآلي، عام 1952. انتُقدت الرواية بشكل إيجابي لكنها لم تكن ناجحة تجاريًا. في العشرين سنة اللاحقة، نشر فونيجت عدة روايات نجحت بشكل هامشي، مثل مهد القطة (1963) وليباركك الرب، سيد. روزووتر (1964). كان إنجاز فونيجت روايته الناجحة من الناحيتين النقدية والتجارية، المسلخ رقم خمسة. لاقى توجُّهْ الكتاب المناهض للحرب صدىً واسعًا بين قرّاءه في ظل الحرب الفيتنامية المستمرة وكانت الدراسات النقدية إيجابية بشكل عام. بعد إطلاقها، احتلت رواية المسلخ رقم خمسة الصدارة في قائمة نيويورك تايمز لأكثر الكتب مبيعًا، دافعًة فونيجت إلى الشهرة. دُعي لإلقاء الخطابات، والمحاضرات والخطابات الافتتاحية حول البلاد وتلقى العديد من الجوائز والتكريمات.
لاحقًا خلال مسيرته المهنية، نشر فونيجت عدة مقالات سيرة ذاتية ومجموعات قصصية قصيرة، من ضمنها الأقدار أسوأ من الموت (1991)، ورجل بدون وطن (2005). بعد وفاته، أشيد به بأنه صاحب تعليقات هزلية حول المجتمع الذي عاش فيه وواحد من أهم الكُتّاب المعاصرين. نشر ابنه مارك مجموعة من مؤلفات والده غير المنشورة، تحت عنوان نهاية العالم بصورة بُعدية. في عام 2017، نشرت دار نشر القصص السبعة القصص الكاملة، مجموعة قصص قصيرة خيالية لفونيجت من ضمنها خمس قصص لم تُنشر سابقًا. جمعت القصص الكاملة وقدمها أصدقاؤه والباحثان جيروم كلينكويتز ودان ويكفيلد. اختبرت الكثير من الأعمال البحثية كتابة فونيجت وحس ظرافته.

## سيرة حياته

### الأسرة ونشأته
ولد كورت فونيجت جونيور في 11 نوفمبر 1922، في إنديانابوليس، إنديانا. كان أصغر ثلاثة أطفال من كورت فونيجت الأب وزوجته إديث (سابقًا ليبر). إخوته الأكبر سنًا هم برنارد (مواليد 1914) وأليس (مواليد 1917). وينحدر فونيجت من المهاجرين الألمان الذين استقروا في الولايات المتحدة في منتصف القرن التاسع عشر. استقر جده الأكبر من جهة أبيه، كليمنس فونيجت من وستفاليا، ألمانيا، في إنديانابوليس وأسس شركة فونيجت للعتاد. كان والد كورت وجده، برنارد، مهندسان معماريان، صممت شركة الهندسة المعمارية بإدارة كورت الأب. مباني مثل البيت الألماني (بالألمانية: داس دويتشي هاوس) (يُعرف الآن بالأنثيوم «The Athenæum»)، ومقر إنديانا لشركة هاتف بيل، ومبنى فليتشر ترست. وُلدت والدة فونيجت في مجتمع إنديانابوليس الراقي، وكانت عائلتها، الليبر، من بين أغنى أغنياء المدينة، وقد أتت ثروتهم من امتلاكهم لمصنع جعة ناجح.
كان والدا فونيجت يتحدثان الألمانية بطلاقة، لكن الشعور السيئ تجاه ألمانيا أثناء الحرب العالمية الأولى وبعدها أدى لتخليهم عن الثقافة الألمانية لإظهار وطنيتهم الأمريكية. ولذلك، فإنهم لم يعلموا ابنهم الأصغر الألمانية، ولم يُعرفوه على الأدب والتقاليد الألمانية، ما جعله يشعر «بالجهل وأنه بلا جذور». وقد نسب فونيجت لاحقًا الفضل لإيدا يونغ، الطباخة ومدبرة المنزل لعائلته في السنوات العشر الأولى من حياته وهي أمريكية من أصول إفريقية، بتربيته وزرعها القيم فيه: «هي أعطتني توجيهًا أخلاقيًا لائقًا وكانت لطيفة للغاية بالنسبة لي. لذلك كان لها تأثير كبير علي مثل أي شخص آخر». وصف فونيجت يونغ بأنها «إنسانية وحكيمة»، مضيفًا أن «الجوانب العطوفة والمسامحة لمعتقداته» جاءت منها.
انتهى الأمن المالي والازدهار الاجتماعي اللذين كان يتمتع بهما فونيجت سابقًا في غضون سنوات. أُغلق مصنع ليبر للجعة في عام 1921 بعد بدء حظر الكحوليات في الولايات المتحدة. عندما ضرب الكساد العظيم، أصبح عدد قليل من الناس يمكنه تحمل كلفة البناء، الذي أدى لشح عملاء شركة كورت الأب. أنهى أخ فونيجت وأخته تعليمهما الابتدائي والثانوي في المدارس الخاصة، لكن فونيجت وُضع في مدرسة عامة، تسمى المدرسة العامة رقم 43، المعروفة الآن باسم مدرسة جيمس ويتكومب رايلي. تضايق من الكساد العظيم، وتأثر كلا والديه بشدة من سوء حظهم الاقتصادي. انسحب والده من الحياة الطبيعية وأصبح «فنانًا حالمًا» كما أطلق عليه فونيجت. أُصيبت والدته بالاكتئاب، وأصبحت منعزلة ومريرة ومسيئة. عملت بجد لاستعادة ثروة العائلة ومنزلتها، وقال فونيجت إنها عبرت عن الكراهية «مثل تآكل حمض الهيدروكلوريك» لزوجها. حاولت إديث فونيجت بيع قصص قصيرة لكوليرز، ومجلة ساتردي إيفنينغ بوست، وغيرها من المجلات، دون نجاح.

### المدرسة الثانوية وكورنيل
التحق فونيجت بمدرسة شورتريدج الثانوية في إنديانابوليس في عام 1936. بينما كان هناك، عزف على الكلارينيت في فرقة المدرسة، وأصبح محررًا مشاركًا (إلى جانب مادلين بيو) لطبعة الثلاثاء من صحيفة المدرسة ذا شورتريدج إيكو. قال فونيجت إن فترة توليه الكتابة للصحيفة سمحت له بالكتابة لجمهور كبير، ويقصد بذلك زملاءه الطلاب، بدلاً من معلمه فحسب، وقال إن التجربة كانت «ممتعة وسهلة». «اتضح أنه يمكنني الكتابة بشكل أفضل من الكثير من الأشخاص الآخرين». ولاحظ فونيجت أن «كل شخص لديه شيء يمكنه القيام به بسهولة ولا يستطيع أن يتخيل لماذا يجد الآخرين صعوبة كبيرة في القيام به».

## وجهات نظره

### الحرب

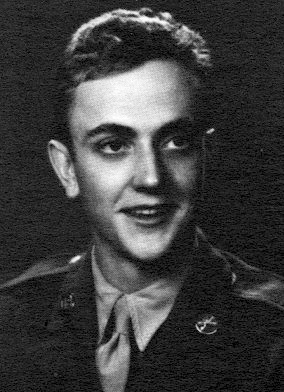
كورت فونيجت في الجيش خلال الحرب العالمية الثانية

يروي فونيجت في مقدمة رواية المسلخ رقم خمسة لقاءه مع صانع الأفلام هاريسون ستار في حفلة والذي سأله فيما إذا كان كتابه المقبل عن رواية مناهضة للحرب – «أظن» رد فونيجت. أجابه ستار «لماذا لا تكتب رواية مناهضة لجبال الجليد؟». أبرز هذا إيمان فونيجت بأن الحروب كانت، للأسف، حتمية، لكن كان من المهم تأكيد أن الحروب التي يخوضها المرء كانت حروبًا عادلة.
في عام 2011، كتبت الإذاعة الوطنية العامة، «إن مزج كورت فونيجت للسخرية والعواطف في الروايات المناهضة للحروب جعله واحدًا من أشهر الكتاب في ستينيات القرن العشرين». قال فونيجت في مقابلة عام 1987 أن، «شعوري هو أن الحضارة انتهت في الحرب العالمية الأولى، وما زلنا نحاول أن نتعافى منها»، وأنه أراد أن يكتب أعمال مركزة على الحرب بدون تجميل لها. لم ينوِ فونيجت أن ينشر مرة أخرى، لكن غضبه من إدارة جورج دبليو. بوش أدت إلى كتابة رجل بدون وطن.
المسلخ رقم خمسة هي رواية فونيجت الشهيرة بمحاورها المناهضة للحرب، لكن عبّر الكاتب عن أفكاره بطرق أبعد من تصوير دمار درسدن. ترى إحدى الشخصيات، ماري أوهار، أن «الحروب كانت، جزئيًا، مُشجَّعة من قِبل الكتب والأفلام»، المصنوعة من قِبل «فرانك سيناترا أو جون واين أو بعض هؤلاء المبهرجين الآخرين، الرجال المسنون القذرون، محبو الحرب». قدم فونيجت عددًا من المقارنات بين قصف درسدن وقصف هيروشيما في رواية المسلخ رقم خمسة وكتب في رواية أحد الشعانين (1991) «عرفت كيف يمكن لديانتي أن تكون تافهة حين سقطت القنبلة الذرية على هيروشيما».
تُذكر الحرب النووية، أو على الأقل التسليح النووي المستمر، تقريبًا في كل روايات فونيجت. في البيانو الآلي، يملك الحاسوب إيبيكاك السيطرة على الترسانة النووية، ومُكلّف باتخاذ القرار، إما استخدام مواد شديدة الانفجار أو أسلحة نووية. في مهد القطة، كان قصد جون الأساسي من كتابه هو سرد ما كان يفعله الأمريكيون البارزون بينما كانت هيروشيما تُقصف.
ربما يعرف البعض منكم أني لست مسيحيًا ولا يهوديًا ولا بوذيًا، ولا شخصًا إصلاحيًا متدينًا من أي نوع. أنا إنسانيّ، مما يعني، جزئيًا، أني حاولت أن أتصرف باحترام بدون أي انتظار للمكافأة أو الجزاء بعد موتي...أنا بنفسي كتبت، «لولا رسالة الرحمة والرأفة التي تتضمنها عظة الجبل للمسيح، لم أرد أن أكون بشريًا. سأفضل أن أكون أفعى مجلجلة. -كورت فونيجت، ليباركك الرب، د. كيفوركيان، 1999.

### الدين (العقيدة)
كان فونيجت مُلحدًا وإنسانيًا، وكان رئيسًا شرفيًا للمؤسسة الإنسانية الأمريكية. في مقابلة له مع مجلة بلاي بوي، قال إن أجداده الذين قدموا إلى الولايات المتحدة لم يؤمنوا بالله. لكنه لم يزدرِ هؤلاء الذين يبحثون عن الأمان في الدين، مُشيدًا بالمؤسسات الكنسية كنوع من العائلة الممتدة. كما كان جده الأكبر كليمنز، كان فونيجت ذا فكر حر. تردد من وقت لآخر إلى الكنيسة التوحيدية، لكنه لم ينسجم كثيرًا. في كتاب أحد الشعانين، وهو من نوع السيرة الذاتية، يقول فونيجت هو إنه «ملحد يعبد المسيح»؛ في خطاب له للمؤسسة التوحيدية العالمية، دعا نفسه «ملحد محب للمسيح». على أية حال، كان حريصًا على التأكيد بأنه ليس مسيحيًا.
كان فونيجت مُعجبًا بعظة الجبل للمسيح، خصوصًا التطويبات، وأدرجها في عقائده الخاصة. أشار إليها أيضًا في العديد من أعماله. في عام 1991 كتابه الأقدار أسوأ من الموت، يشير فونيجت أنه خلال إدارة ريغان، «إن أي شيء بدا مثل عظة الجبل كان اشتراكيًا أو شيوعيًا، وبالتالي ليس أمريكيًا». في أحد الشعانين، كتب فونيجت «توحي عظة الجبل برحمة لا يمكن لها أبدًا أن تتزعزع أو تتلاشى». لكن، كان لدى فونيجت نفور شديد لنواحي معينة من المسيحية، يُذكّر قرّاءه في أكثر الأحيان بالتاريخ الدامي للحروب الصليبية وعمليات العنف الأخرى المُستلهمة من الدين. احتقر المبشرين التلفازيين الذين انتشروا في أواخر القرن العشرين، وكان يشعر بأن تفكيرهم ضيق الأفق.
تظهر الديانة كثيرًا في عمل فونيجت، وفي رواياته وأماكن أخرى. مزج عددًا من خطاباته بلغة ترتكز على الدين، وكان ميالًا لاستخدام تعابير مثل «لا سمح الله» و«الحمد لله». كتب ذات مرة نسخته الخاصة من قداس الموتى، التي ترجمها لاحقًا إلى اللاتينية وأرفقها بالموسيقى. في رواية ليباركك الرب، د. كيفوركيان، يذهب فونيجت إلى السماء بعد موته الرحيم على يد د. جاك كيفوركيان. وعندما أصبح في السماء، تقابل مع 21 مشهور راحل، من بينهم إسحق عظيموف، وويليام شكسبير وكيلغور تروت – كان الأخير شخصية خيالية من عدة شخصيات في رواياته. أعمال فونيجت مليئة بالشخصيات التي تؤسس الأديان الجديدة، ويكون الدين غالبًا بمثابة أداة مهمة للحبكة، كما في: البيانو الآلي، وحوريات التايتن ومهد القطة. في حوريات التايتن، يؤسس رامفورد كنيسة الرب المطلق الحياد.
نرى في رواية المسلخ رقم خمسة بيلي بيلغريم، الذي ينقصه الإيمان، ومع ذلك يصبح مساعد للكاهن في الجيش ويعرض صليبًا كبيرًا على حائط غرفته. في مهد القطة، اخترع فونيجت ديانة البوكونونية.

## بداية حياته
ولد كورت فونيجت في عام 1922 في مدينة إنديانابوليس في ولاية إنديانا في الولايات المتحدة وسكن هناك كل طفولته حتى عام 1941 عندما بدأ دراسته في جامعة كورنيل في ولاية نيويورك حيث درس علم الكيمياء وكتب في جريدة الطلاب حتى عام 1943 عندما التحق بالجيش الأمريكي وقاتل في الحرب العالمية الثانية. توفى عن عمر يناهز 84 في أبريل 2007.

## حياته المهنية
بعد الحرب ترك فونيجت الجيش والتحق بجامعة شيكاغو حيث درس علم الإنسان وعمل صحفيا في جريدة في شيكاغو. ولكن لم يحب فونيجت علم الإنسان (اراد ان يدرس العلم لانّ اخاه الكبير كان عالما واراد فونيجت ان يكون مثله) ولذلك ترك جامعة شيكاغو وانتقل إلى نيو يورك حيث بدا العمل في شركة جينرال إليكتريك.
وفي عام 1952 نشر كتابه الأول الذي بعنوان «البيانو الآلي» وموضوعه خطر المجتمع الصناعيّ. بعد أن كتب هذا الكتاب، الف فونيجت قصصا قصيرة كثيرة حتى 1971 عندما كتب كتابه الثاني، وفي 1972 كتب «المسلخ رقم خمسة» وبهذا أصبح فونيجت مشهورا جدا. ويتناول هذا الكتاب قضية الحرب العالمية الثانية ومشاعر فونيجت تجاه الحرب. بعد أن كتب هذا الكتاب كتب فونيجت كتبا أكثر، كما ساهم في جريدة ’في هذا العصر.‘
كان يسكن فونيجت في مدينة نيو يورك مع زوجته وله سبعة أطفال.

## مؤلفاته

### الروايات
- البيانو الآلي (1952)
- حوريات تيتان (1959)
- الليلة الأم (1961)
- مهد القطة (1963)
- بارك الله بك سيد روزووتر أو لا تطرحوا درركم قدام الخنازير (1965)
- المسلخ رقم خمسة (1969)
- فطور الأبطال (1973)

## وصلات خارجية
- كورت فونيجت على موقع IMDb (الإنجليزية)
- كورت فونيجت على موقع الموسوعة البريطانية (الإنجليزية)
- كورت فونيجت على موقع مونزينجر (الألمانية)
- كورت فونيجت على موقع ألو سيني (الفرنسية)
- كورت فونيجت على موقع ميوزك برينز (الإنجليزية)
- كورت فونيجت على موقع أول موفي (الإنجليزية)
- كورت فونيجت على موقع قاعدة بيانات برودواي على الإنترنت (الإنجليزية)
- كورت فونيجت على موقع قاعدة بيانات الأفلام السويدية (السويدية)
- كورت فونيجت على موقع إن إن دي بي (الإنجليزية)
- كورت فونيجت على موقع أول ميوزيك (الإنجليزية)
- كورت فونيجت  على قاعدة بيانات الخيال التأملي على الإنترنت